# Renia factiosalis
Renia discoloralis (tên tiếng Anh: Discolored Renia) là một loài bướm đêm thuộc họ Noctuidae. Nó được tìm thấy ở Missouri tới miền nam New England, phía nam đến at lĐông North Carolina và có thể cả Florida và Texas, nhưng cũng có thể là một loài có quan hệ chưa được đặt tên.
Sải cánh dài 35–45 mm. Con trưởng thành bay từ tháng 7 đến tháng 8. Có một lứa một năm.
Ấu trùng ăn detritus, gồm lá cây chết.